# Mars (rivière)
Pour les articles homonymes, voir Mars.
Le Mars est une rivière française du Massif central qui coule dans le département du Cantal, en région Auvergne-Rhône-Alpes. C'est le principal affluent de la Sumène et donc un sous-affluent de la Dordogne. La vallée du Mars est une des sept vallées principales qui rayonnent autour du puy Mary.

## Géographie

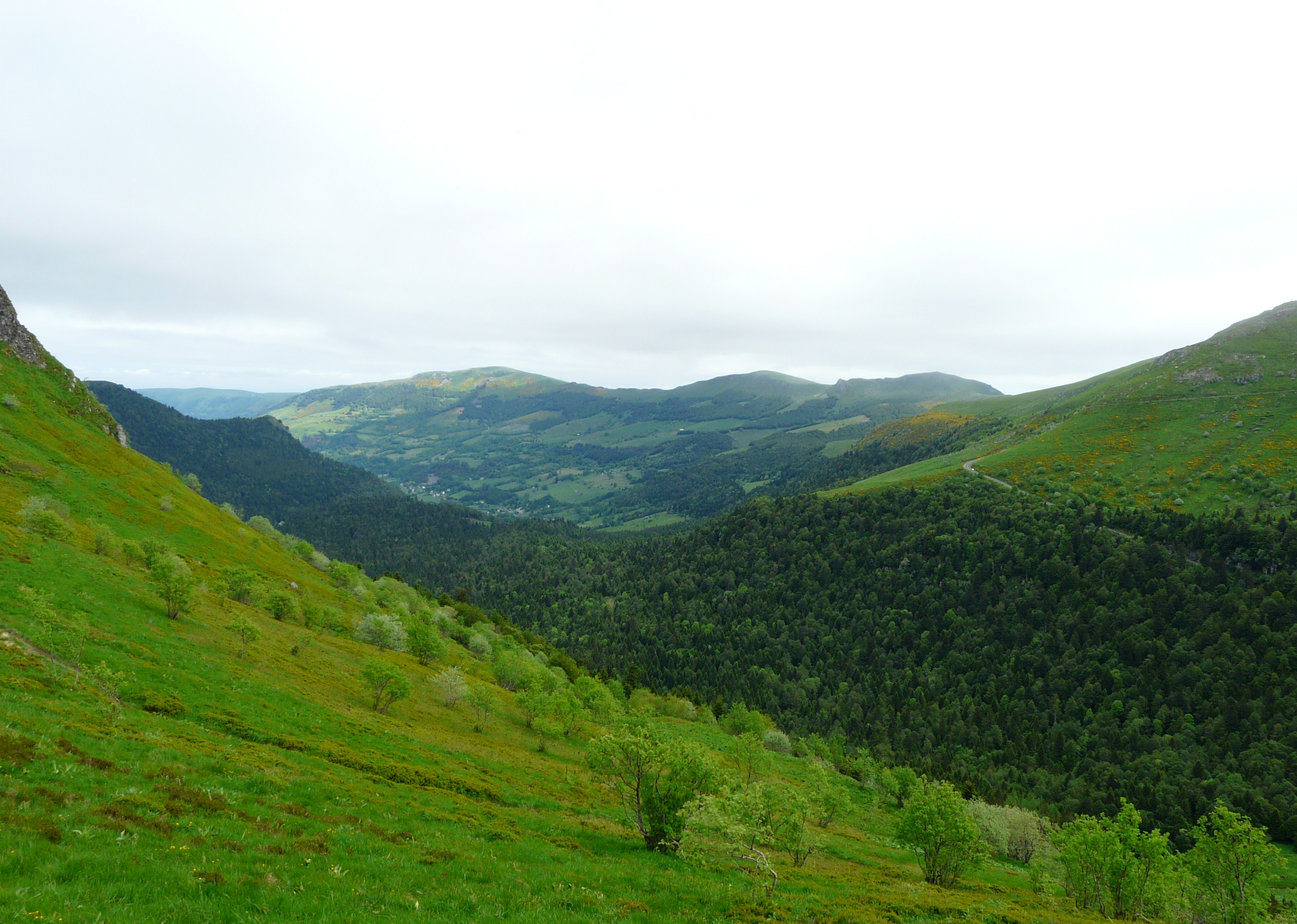
La haute vallée du Mars vue depuis la RD 17, sous le col de Redondet.

Le Mars prend sa source dans les Monts du Cantal à plus de 1 500 mètres d'altitude ; le lieu est situé sur la commune du Falgoux. Le cours d'eau descend les pentes sud-ouest du Puy Mary juste au-dessus du bois abbatial du Falgoux. La totalité de la rivière se trouve dans le parc naturel régional des volcans d'Auvergne et le département du Cantal.
Après sa naissance dans le cirque glaciaire du Falgoux, le Mars s'écoule en direction du nord-ouest, au fond d'une large vallée glaciaire typique, en forme de U, que surplombent les hauts sommets de la Chapeloune et du roc d'Hozières. Il passe successivement sous les routes départementales (RD) 680 et 12, puis arrose le bourg du Falgoux où il est franchi par la RD 37. Il s'écoule ensuite au sud des bourgs du Vaulmier et de Saint-Vincent-de-Salers.
Il traverse la commune d'Anglards-de-Salers où il passe sous la RD 678. Son cours s'oriente alors au nord-nord-ouest et la rivière emprunte une vallée beaucoup plus étroite où elle est franchie par le viaduc ferroviaire du Mars. Sa vallée s'élargit sur le territoire des communes de Jaleyrac et de Méallet, captant le ruisseau de la Gueuse puis le ruisseau de Méallet.
Le Mars se jette dans la Sumène en rive gauche, à 373 mètres d'altitude, trois kilomètres au sud-ouest du bourg de Bassignac, au village de Vendes, après être passé successivement sous les RD 922 et 12.
Le Mars est long de 40,6 km.

### Communes traversées
Le Mars arrose neuf communes du département du Cantal. De l'amont vers l'aval, il traverse les communes suivantes : Le Falgoux (source), Le Vaulmier, Saint-Vincent-de-Salers, Anglards-de-Salers, Moussages, Méallet, Le Vigean et Jaleyrac. Il conflue enfin avec la Sumène  au village de Vendes sur le territoire de la commune de Bassignac.

### Bassin versant
En raison de la morphologie glaciaire du massif cantalien, le bassin versant du Mars est étroit et allongé ; son cours supérieur n'est alimenté que par de courts affluents drainant le bords des planèzes environnantes et formant de nombreuses cascades.
Ce bassin versant représente une seule zone hydrographique qui s'étend sur 117 km2, soit à lui seul 28 % du bassin versant de la Sumène. Il est constitué à 51,55 % de « forêts et milieux semi-naturels », à 48,67 % de « territoires agricoles », et à 0,33 % de « territoires artificialisés ».

### Affluents
Parmi les quarante-six affluents recensés par le Sandre, trois dépassent les trois kilomètres de longueur ; d'amont vers l'aval confluent successivement le ruisseau de Lespinasse, long de 3,4 km en rive droite, le ruisseau de la Gueuse, 4,9 km en rive gauche, et le ruisseau de Méallet (6,7 km) en rive droite.
Deux affluents du Mars ayant eux-mêmes au moins un affluent, le rang de Strahler du Mars est de trois.

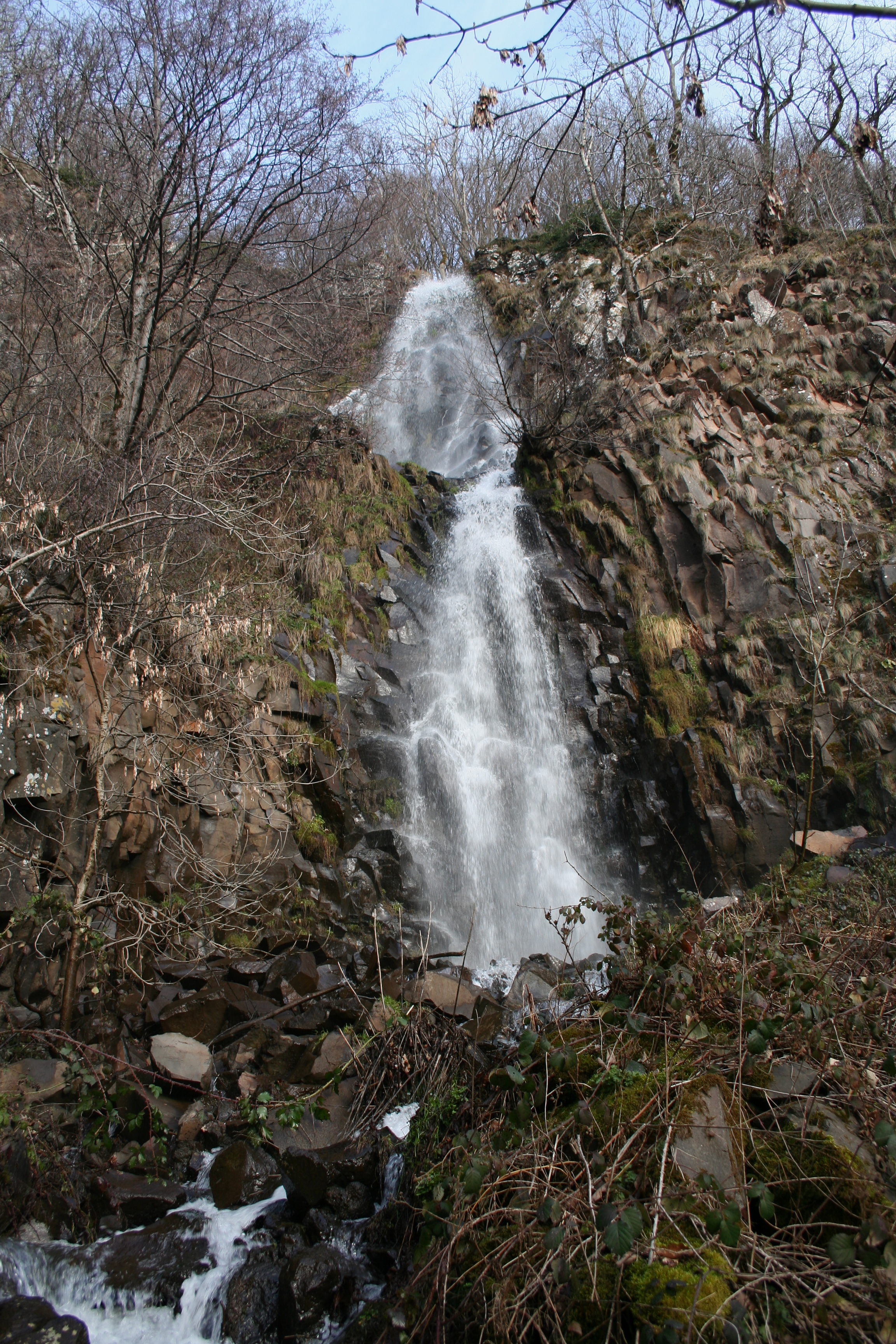
Saint-Vincent-de-Salers, cascade de Rochelade, Riou Nart, affluent de rive droite.
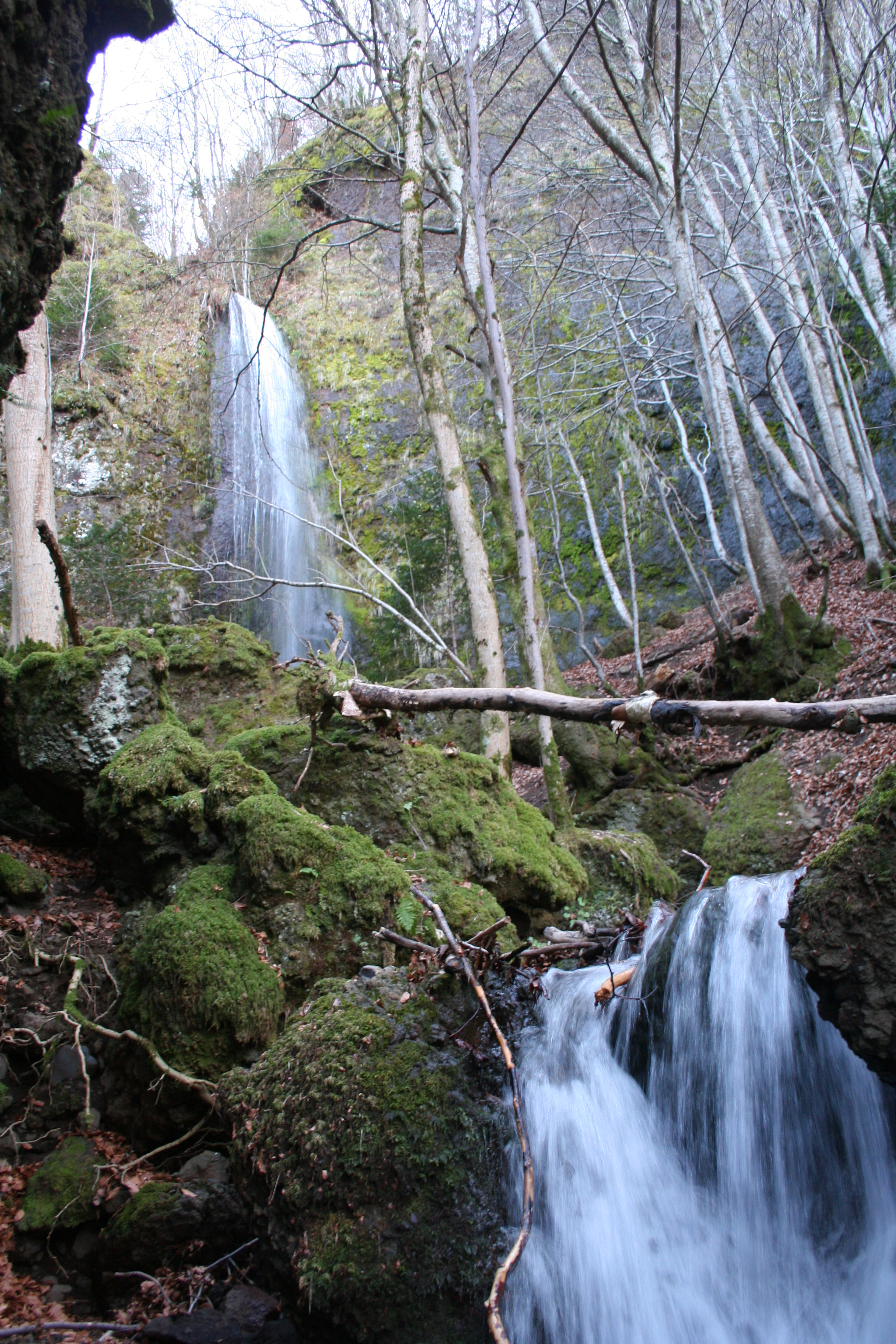
Le Vaulmier, cascade du Pissarot, affluent de rive gauche.

## Hydrologie
Depuis 1923, deux stations hydrologiques ont enregistré des mesures sur le Mars.

### Le Mars à Bassignac (Vendes)
La plus ancienne est installée à Bassignac, à Vendes, et fonctionne depuis 1923. Située juste en amont de la confluence avec la Sumène, elle correspond  à l'ensemble du bassin versant du cours d'eau.

#### Étiage ou basses eaux
À l'étiage le VCN3 peut chuter jusque 0,092 m3, en cas de période quinquennale sèche, soit 92 litres par seconde.

#### Crues
Les crues peuvent cependant s'avérer importantes. Les QIX 2 et QIX 5 valent respectivement 54 et 76 m3/s. Le QIX 10 est de 91 m3/s, le QIX 20 de 100 m3/s, et le QIX 50 de 120 m3/s.
Le débit instantané maximal enregistré à la station de Bassignac durant cette période a été de 78 m3/s le 18 mars 1988. Si l'on compare cette valeur à l'échelle des QIX de la rivière, cette crue, statistiquement reproductible sur une période un peu supérieure à cinq ans, n'est pas exceptionnelle. Le 6 janvier 1982, le débit a atteint la valeur journalière maximale de 74 m3/s.

#### Lame d'eau et débit spécifique
À Vendes, le Mars est un cours d'eau très abondant. La lame d'eau écoulée dans son bassin versant, entre 1923 et 2017, est de 1 006 millimètres/an, ce qui est plus de trois fois supérieur à la moyenne de la France entière, tous bassins confondus (320 millimètres/an). Le débit spécifique (ou Qsp) du Mars y a ainsi atteint le chiffre de 31,8 litres par seconde et par kilomètre carré de bassin.

### Le Mars au Falgoux
Une deuxième station a été installée en 1991 dans la partie amont du cours d'eau, au Falgoux. Le bassin versant, minime, n'y représente que 20,5 km2, soit seulement 17,5 % du bassin versant total du Mars.

## Aménagements

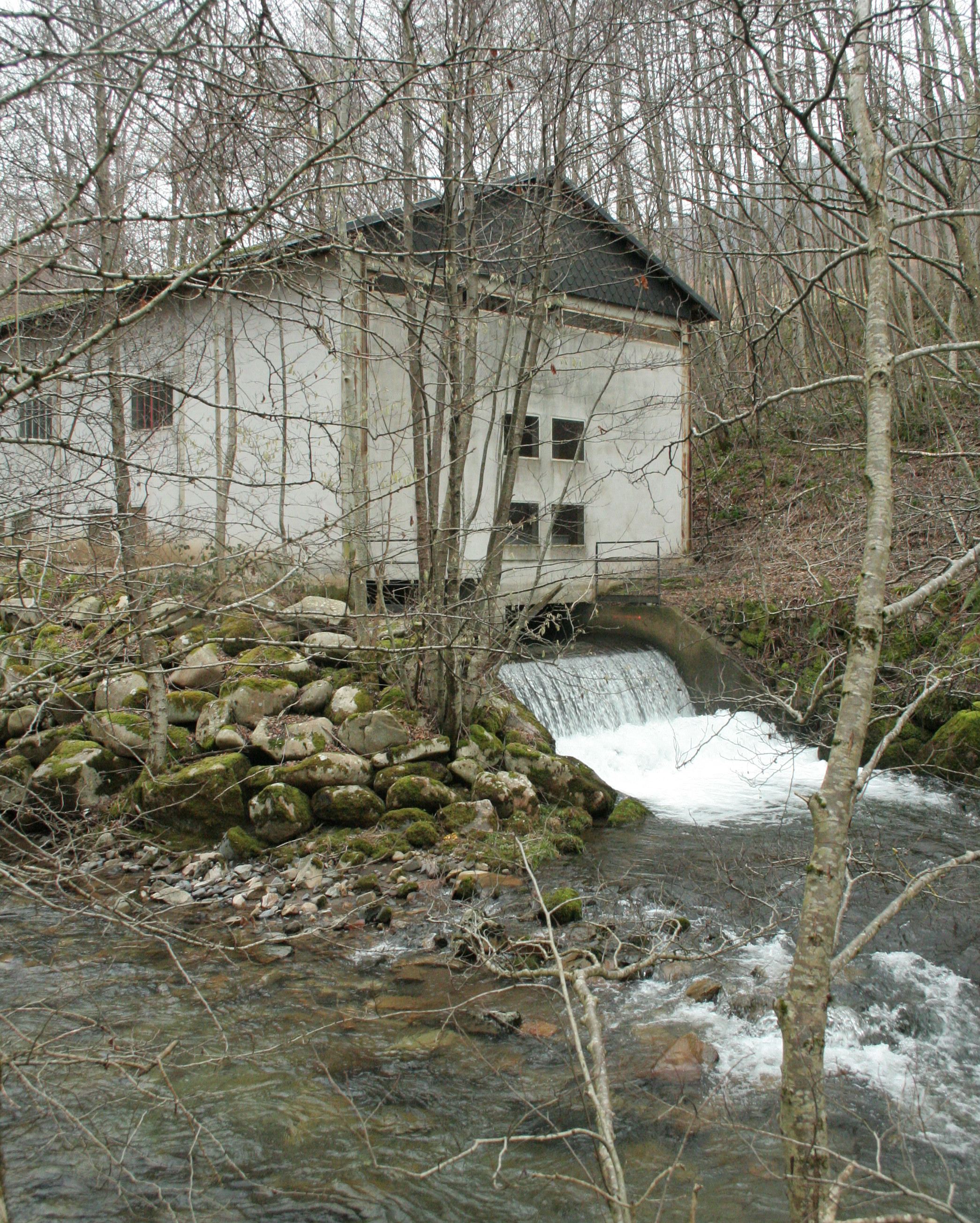
Micro-centrale hydroélectrique du Bois du Cher, sur le Mars.

Plusieurs aménagements humains ont été implantés sur le cours du Mars.
En amont se trouve la micro-centrale hydroélectrique du Vaulmier, installée dans les années 1980. D'une puissance de 1 500 kW, elle est exploitée par la SARL Le Vaulmier Énergie. Les eaux sont dérivées au lieu-dit Bois du Cher. au moyen d'un barrage de 3,60 m à la cote 766,60 m. Une conduite forcée alimente la centrale située au pont de la Fanchette à la cote 713,40 m. La hauteur de chute est donc de 53,20 m pour une longueur de lit court-circuité d'environ 1 600 m. Le débit maximum de la dérivation est de 4 250 l/s. Le débit réservé est de 450 l/s d'avril à septembre et de 320 l/s le reste de l'année. Le barrage est équipé d'une passe à poissons. L'autorisation d'exploiter la micro-centrale a été renouvelée pour trente ans en 2012.
La prise d'eau de Pons sur la commune d'Anglards-de-Salers permet d'alimenter en eau potable le SIAEP (syndicat intercommunal d'alimentation en eau potable) de la région de Mauriac. Il s'agit d'un seuil en rivière, d'une hauteur de 1,22 m, permettant de dériver une partie du débit pour alimenter une station de traitement d'eau pour l'alimentation humaine.
Sur la commune de Méallet, un élevage piscicole a été installé à Romanange(s).

## Nature et patrimoine

### Environnement
Dans sa partie amont et jusqu'à Anglards-de-Salers, le Mars coule à l'intérieur du parc naturel régional des volcans d'Auvergne.
- Le linéaire du Mars, comme celui des principaux affluents de la Sumène, fait partie, dans le réseau Natura 2000, du site d'intérêt communautaire « Lacs et rivières à loutres » . Il constitue un corridor écologique important pour la conservation de la Loutre d'Europe (Lutra lutra)[11].

Ce site global interdépartemental a été divisé en plusieurs zones spéciales de conservation (ZSC) locales, dont trois spécifiques au département du Cantal. L'une d'entre elles concerne le bassin versant de la Sumène et du Mars. En 2010, la présence de la loutre d'Europe a notamment été décelée sur le Mars.

### Monuments ou sites remarquables à proximité
- Le cirque du Falgoux.
- Sur la commune du Falgoux, plusieurs cascades jalonnent le cours du Mars :
  - les cascades du Biaguin[15] ;
  - la cascade de Rochemonteil[16] ;
  - la cascade du Piraù[17].
- Sur la commune du Vaulmier : 
  - au niveau du bourg du Vaulmier, le Mars entaille un verrou glaciaire. À cet endroit s'est formé un large bassin appelé le Gour noir dans lequel il chute ;
  - le moulin de la Fanchette, très ancien moulin à grain, rénové et visitable situé sur le Mars entre les hameaux de Gromont et d'Outre[18].
- À Saint-Vincent-de-Salers :
  - l'église Saint-Vincent des XIIe et XVIe siècles[19] ;
  - le château de la Borie des XVe et XVIIe siècles[20] ;
  - le château de Chanterelle du XVe siècle[21].
- À Bassignac :
  - la chapelle Saint-Jacques de Vendes des XIe et XIIe siècles[22],[23] ;
  - la maison du prieuré de Vendes, du XVIIIe siècle[24] ;
- À Méallet :
  - le viaduc du Mars et le viaduc de la Sumène, achevés en 1893, inscrits au titre des monuments historiques en 2006, sur la ligne de Bourges à Miécaze.

## Galerie de photos

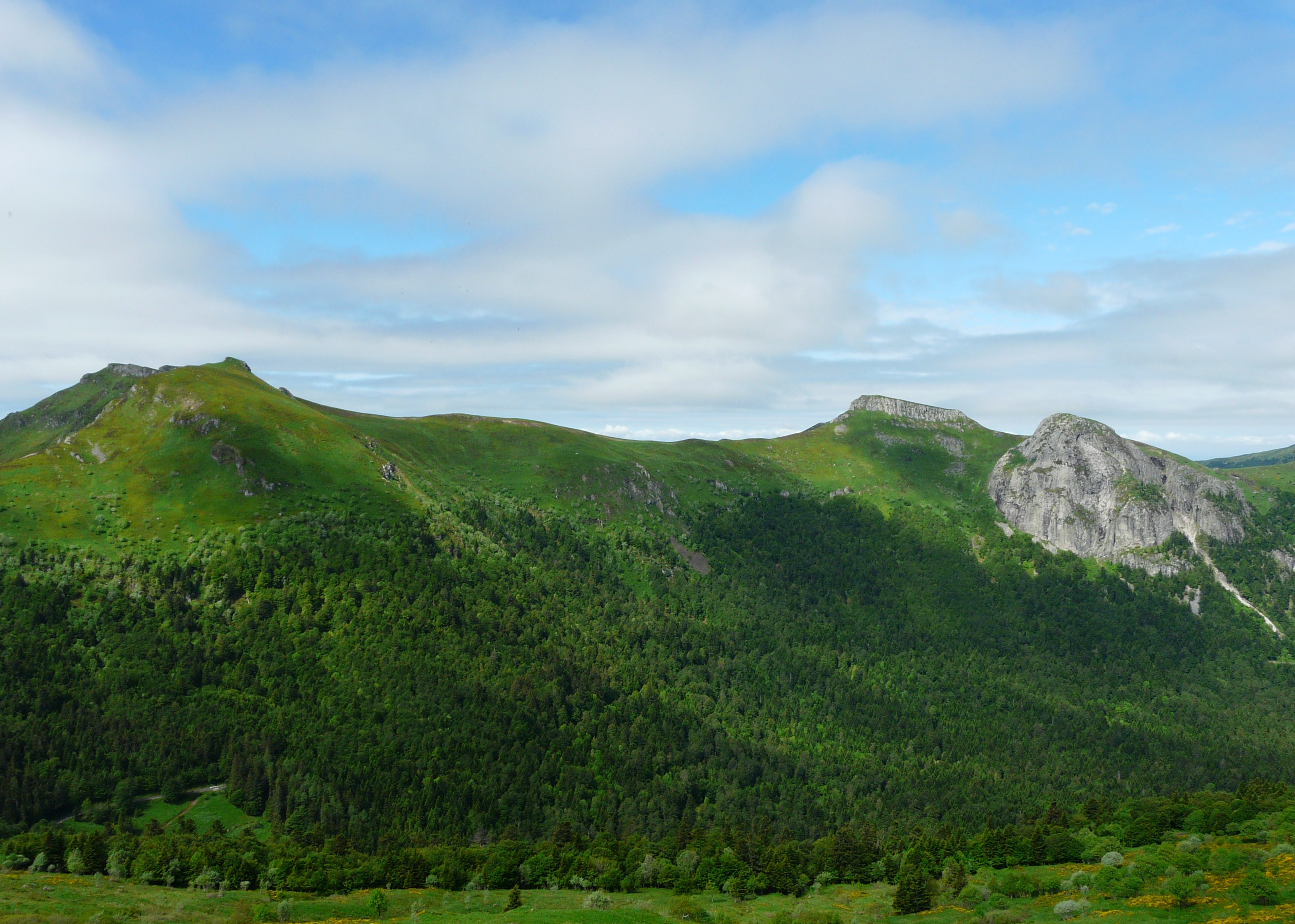
La haute vallée du Mars au pied de la Chapeloune (à gauche) et du roc d'Hozières (à droite).
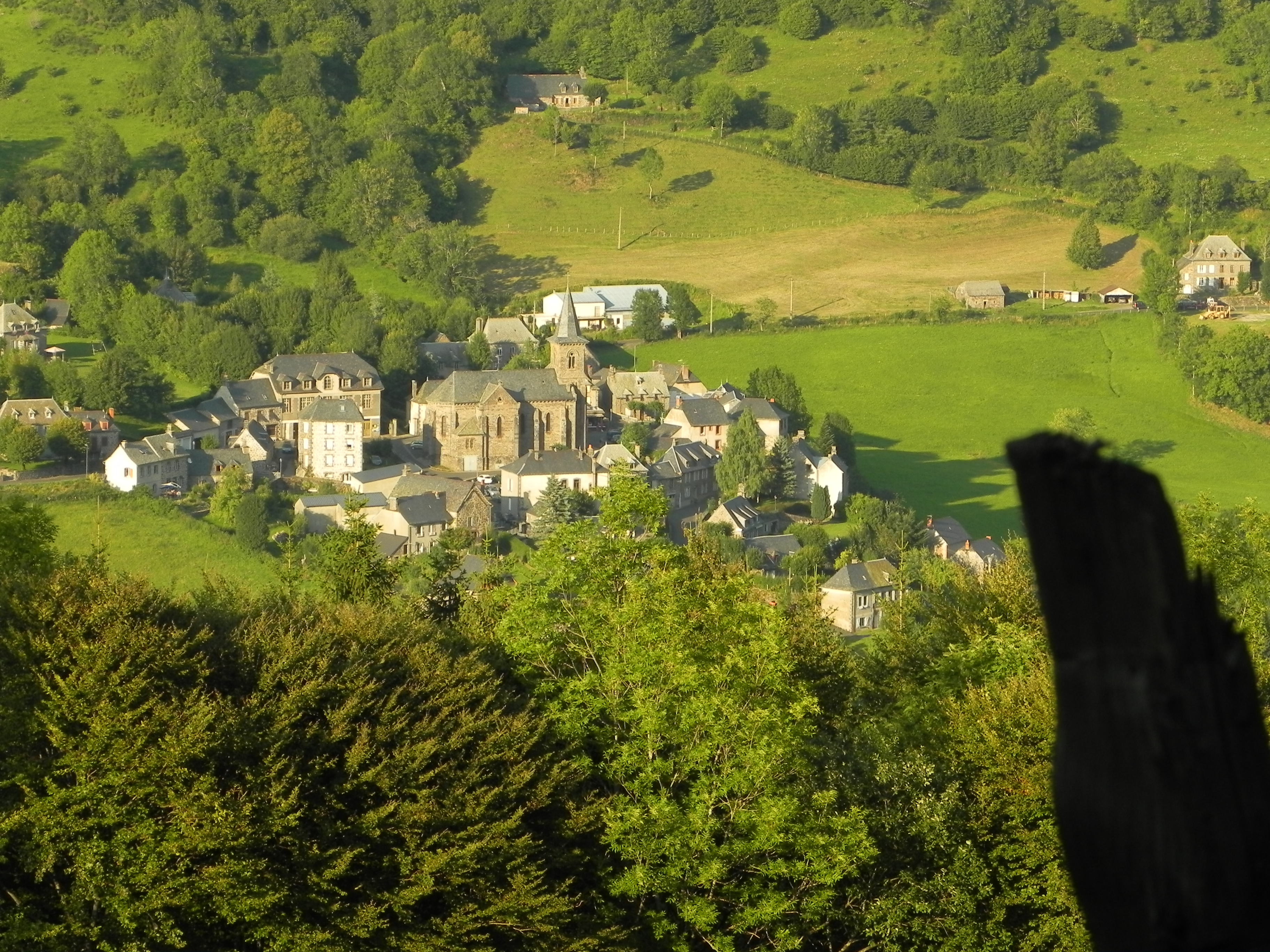
Le bourg du Falgoux.
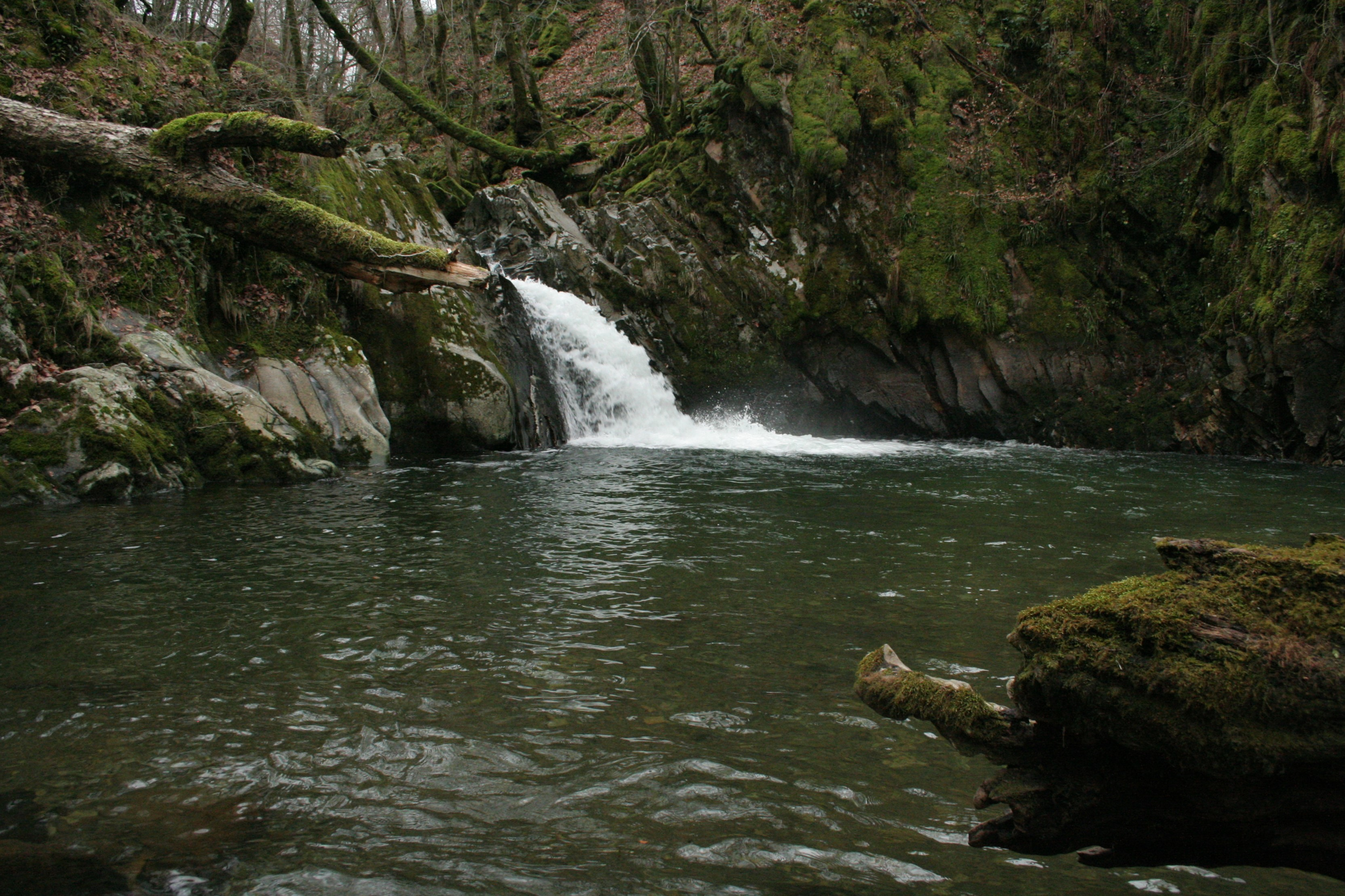
Le Gour noir.
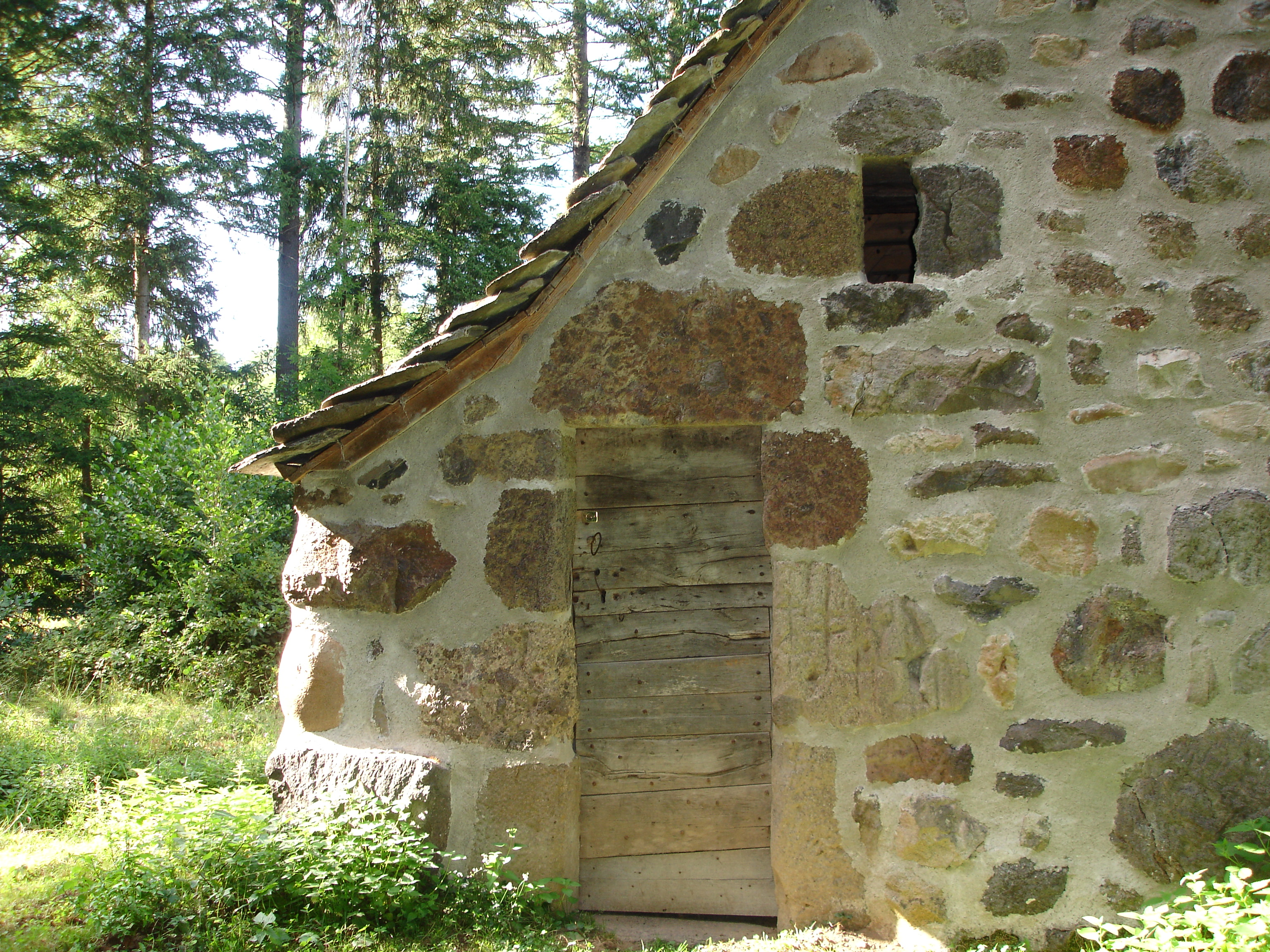
Moulin de la Fanchette (entre Outre et Gromont), commune du Vaulmier.
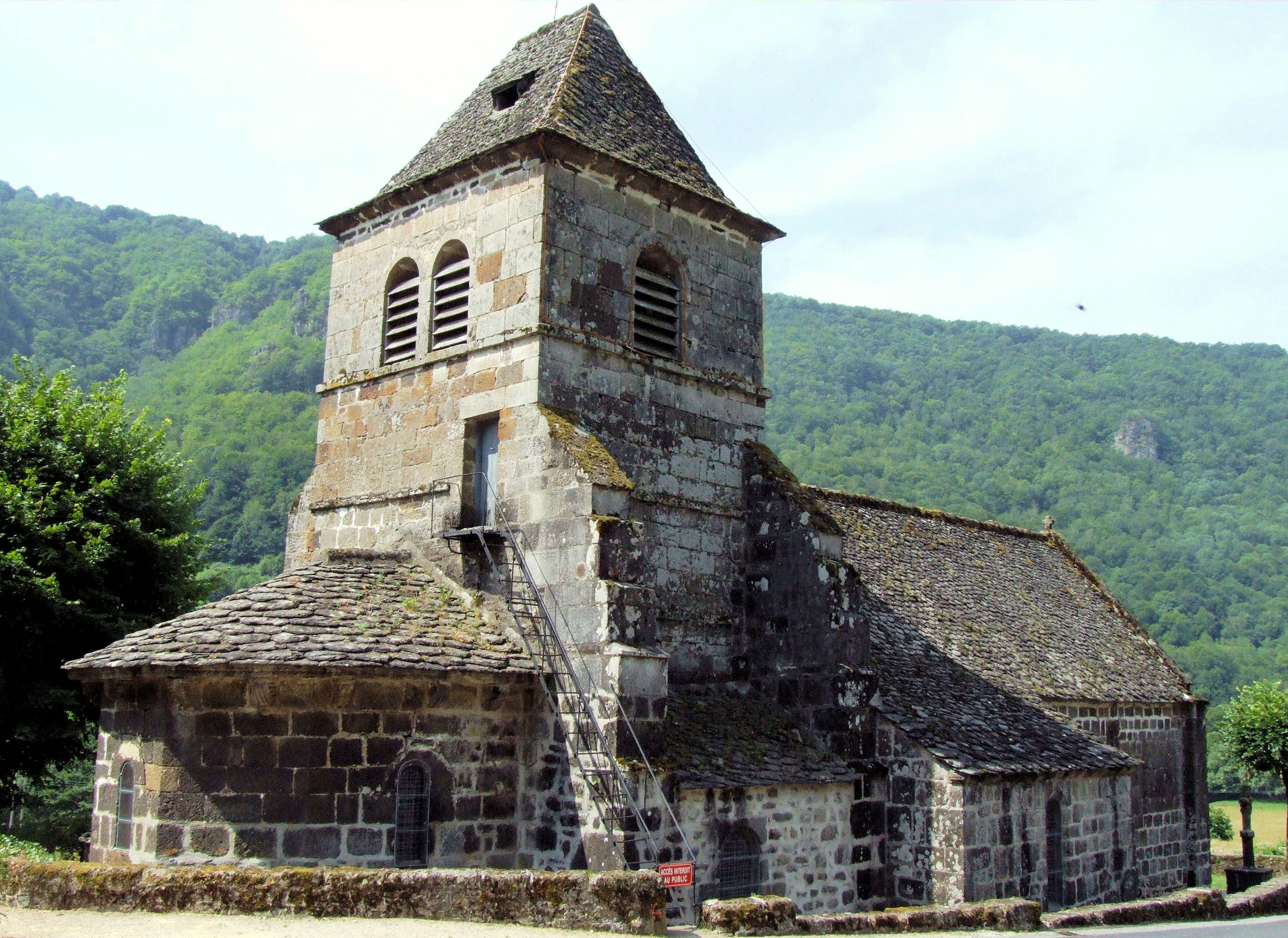
L'église de Saint-Vincent-de-Salers.
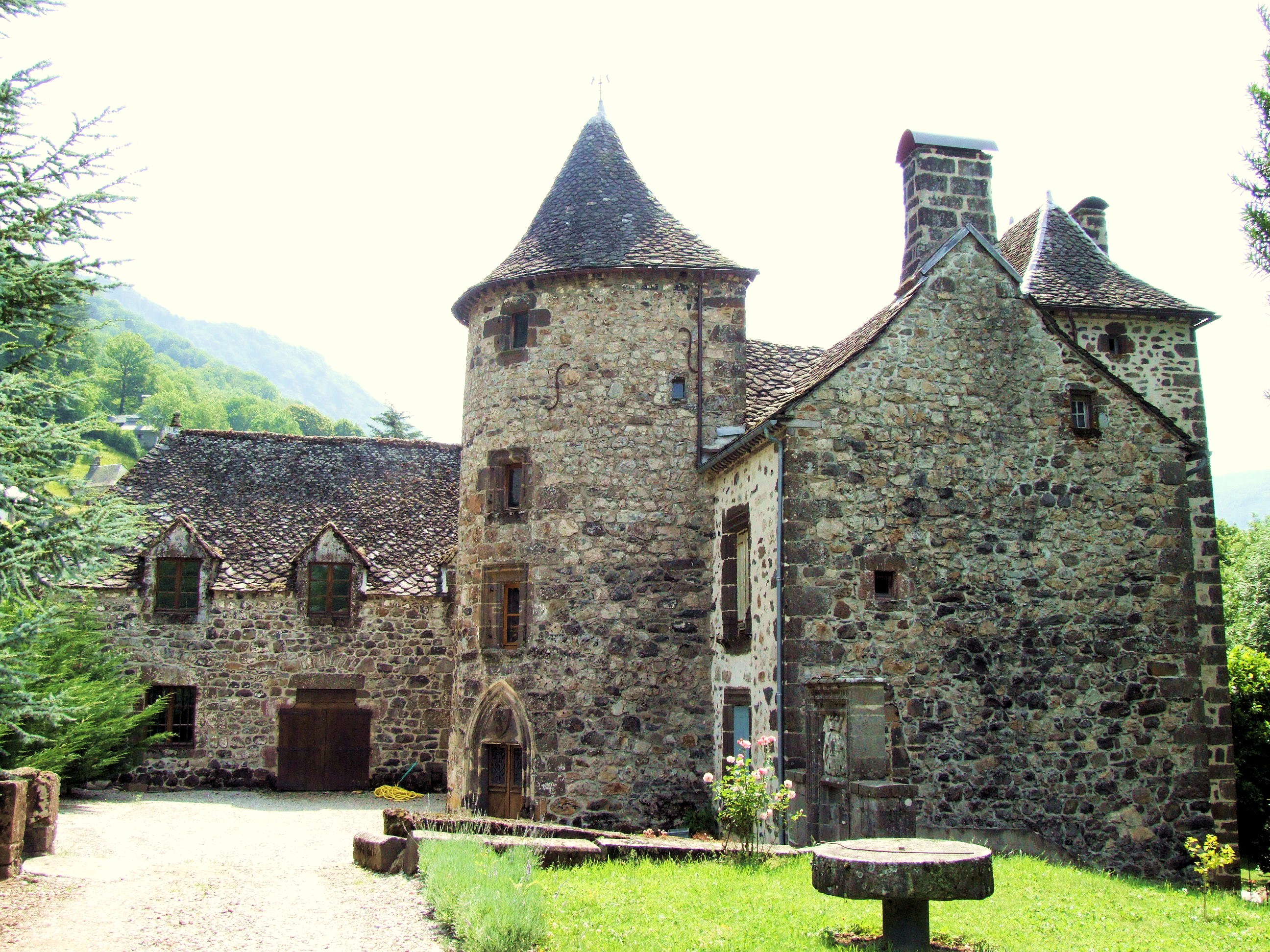
Le château de la Borie.
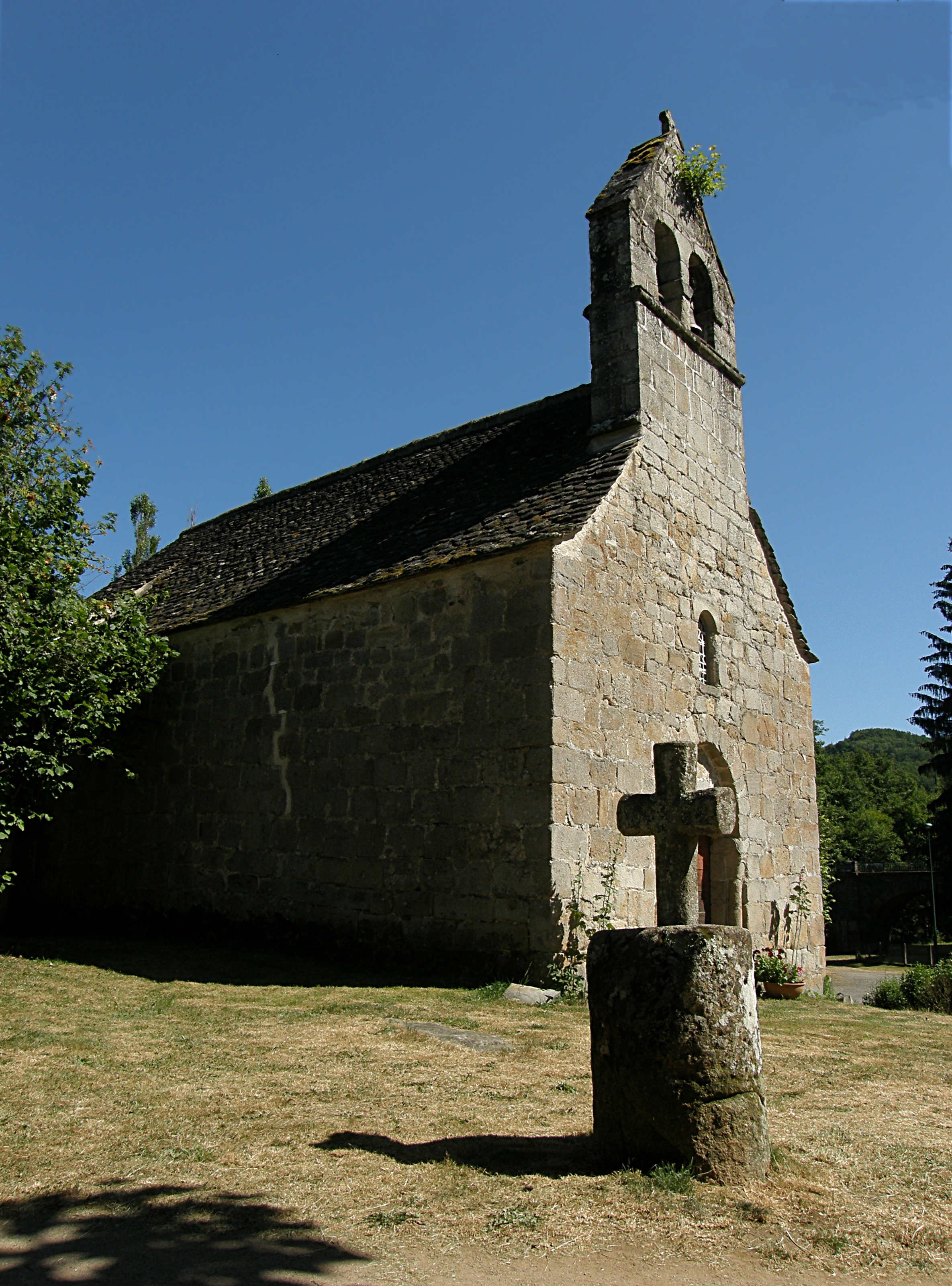
La chapelle Saint-Jacques de Vendes.
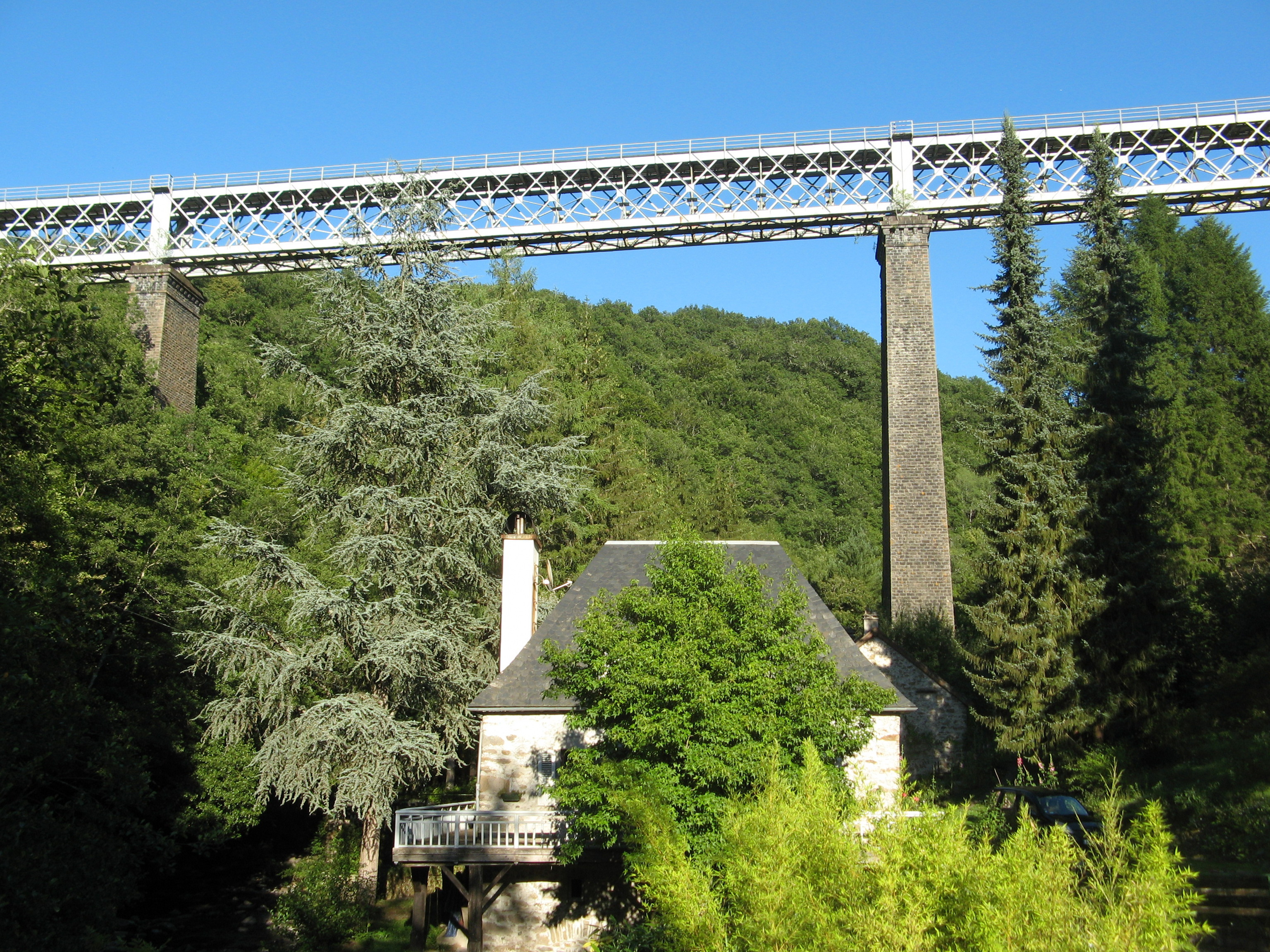
Le viaduc du Mars.